# 이희석
이희석(1979년 10월 8일 ~ )은 대한민국의 배우이다.

## 학력
- 대진대학교 연극영화학과

## 출연작

### 영화
- 《투사부일체》 (2006년) - 희석 역
- 《원탁의 천사》 (2006년) - 이성진 역
- 《러브 하우스》 (2006년)
- 《유앤유》 (2008년)
- 《상견례 하는 날》 (2008년) - 매니저 역
- 《손을 뻗으면 닿는다》 (2009년) - 박씨 역
- 《쩨쩨한 로맨스》 (2010년) - 통통배남 역
- 《엄마에게》 (2012년)
- 《나는 공무원이다》 (2012년) - 신입 역
- 《나쁜 피》 (2012년) - 남자 10 역
- 《배꼽》 (2013년)
- 《신세계》 (2013년) - 정청계 2 역
- 《취우》 (2013년)
- 《야관문: 욕망의 꽃》 (2013년) - 정환 역
- 《살인자》 (2014년) - 미희 남편 역
- 《조선미녀삼총사》 (2014년) - 홍단 남편 역
- 《인간중독》 (2014년) - 특수 부대원 1 역
- 《끝까지 간다》 (2014년) - 캐비넷 감찰반원 역
- 《조선명탐정: 사라진 놉의 딸》 (2015년) - 일본 사람 역
- 《탐정: 더 비기닝》 (2015년) - 오정구 역
- 《아빠는 딸》 (2017년) - FD 역
- 《희생부활자》 (2017년) - 국정요원 2 역

### 드라마
- 《골뱅이》 (2000년, SBS)
- 《성 발렌타인》 (2008년, OCN) - 고현우 역
- 《한반도》 (2012년, TV조선) - 강희중 역
- 《홀리랜드》 (2012년, Super Action)
- 《태양의 도시》 (2015년, MBC 드라마넷) - 최대운 역
- 《송곳》 (2015년, JTBC)
- 《마담 앙트완》 (2016년, JTBC)
- 《가화만사성》 (2016년, MBC)
- 《맨투맨》 (2017년, JTBC)

### 뮤직비디오
- 송크라이 - 축복 (2010년)
- 송크라이 - 헤어질 때 남자가 울지 않는 이유 (2010년)

### 텔레비전 프로그램
- 《무한도전 252회 - ’무한도전 연애조작단‘ Part 2》 (2011.6.4 방송분, MBC)